# Mizunami
Mizunami (Japans: 瑞浪市, Mizunami-shi) is een stad in de prefectuur Gifu op het eiland Honshu in Japan. De stad heeft een oppervlakte van 175,00 km² en eind 2008 ruim 41.000 inwoners. De rivier Kiso stroomt van noordoost naar noordwest door de stad.

## Geschiedenis
Op 1 april 1954 werd Mizunami een stad (shi) na samenvoeging van de gemeentes Sue (陶町, Sue-chō) en Mizunamitoki (瑞浪土岐町, Mizunamitoki-chō) plus de dorpen Inatsu (稲津村, Inatsu-mura) (釜戸村, mura), Okute (大湫村, Ōkute-mura), Hiyoshi (日吉村・明世村, Hiyoshi-mura) en delen van Akiyo (明世村, Akiyo-mura).

## Verkeer
Mizunami ligt aan de Chūō-hoofdlijn van de Central Japan Railway Company.
Mizunami ligt aan de Chūō-autosnelweg en aan de autowegen 19, 21, 363 en 419.

## Stedenband
Mizunami heeft een stedenband met
- Liling, Hunan, China
- Selb, Beieren, Duitsland

## Aangrenzende steden
- Ena
- Toki
- Toyota